# 杨崇春
杨崇春（1936年7月—2016年2月23日），男，江苏镇江人，生于江苏兴化，中华人民共和国政治人物。曾任国家税务总局副局长、党组副书记。第九、十届全国政协委员。

## 生平
1955年2月参加工作，1956年10月加入中国共产党。1955年2月任山西省税务局科员。1957年至1962年任山西中条山林区劳动锻炼队队长、党委办公室干事。1962年至1976年先后任山西省税务局科员、副科长、科长。1976年任山西省税务局副局长。1983年4月任山西省财政厅党组成员、山西省税务局局长。1985年6月任中共太原市委副书记、代市长，1985年12月任太原市市长。1988年2月任山西省审计局局长。
1990年2月任国家税务局副局长。1994年1月任国家税务总局党组成员、副局长，1995年8月任国家税务总局党组副书记、副局长。1998年4月任国务院稽察特派员。2008年7月退休。
2016年2月23日在北京逝世。